# Vlastimil Pařízek
Vlastimil Pařízek (ur. 18 czerwca 1930 w Brnie) – czeski pedagog, profesor Wyższej Szkoły Ekonomicznej w Pradze. Od 1990 r. kierownik Katedry Pedagogiki Ogólnej w Uniwersytecie Karola w Pradze. Interesuje się głównie psychodydaktyką, psychologią uczenia się, procesem przygotowywania programu kształcenia, badaniem porównawczym współczesnych systemów wychowania oraz koncepcji kształcenia nauczycieli.

## Ważniejsze prace
- Učitel v nezvyklé školní situaci (1990)